# Teheran-Derby

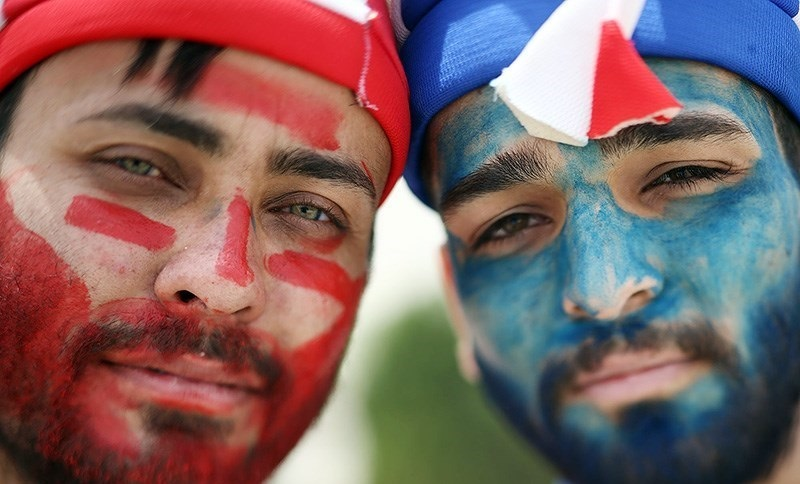
Fans beider Vereine vor einem Derby

Teheran-Derby (persisch شهرآورد تهران) ist die Bezeichnung für das Derby zwischen den Fußballvereinen Esteghlal und Persepolis in der iranischen Hauptstadt Teheran. Es handelt sich um eine der traditionsreichsten Rivalitäten im asiatischen Fußball.

## Soziologische Aspekte der Rivalität
Traditionell gilt Esteghlal (dt. „Unabhängigkeit“) als Vertreter der Mittel- und Oberschicht, während Persepolis (dt. „Stadt der Perser“) als Repräsentant des einfachen Volkes gilt. Der ursprünglich unter der Bezeichnung Taj (dt. „Krone“) gegründete Esteghlal FC war bis zur iranischen Revolution (1978/79) eng mit dem Regime von Schah Mohammad Reza Pahlavi verflochten, während der unmittelbar nach der Revolution in Pirouzi bzw. Piroozi (dt. „Sieg“) umbenannte Persepolis FC die Unterstützung der neuen Regierung erhielt und dem Ministerium für Bergwerke und Metall angegliedert wurde und als klassischer „Arbeiterverein“ gilt.

## Derbybilanz
Während Esteghlal bereits seit 1945 besteht, erfolgte die Gründung von Persepolis erst 1963. Weil der neue Verein zunächst mit mäßigem Erfolg in der dritten Liga spielte, dauerte es bis zum 5. April 1968, ehe die beiden Vereine sich erstmals gegenüberstanden. Diese Begegnung endete torlos. 
Bisher kam es zu insgesamt 78 Derbys, von denen Esteghlal 23 gewann, während Persepolis sich 19 Mal durchsetzen konnte. 36 Begegnungen endeten unentschieden. Weil Persepolis aber einige hohe Derbysiege (wie das 6:0 vom 6. September 1973) verbuchen konnte, spricht das Torverhältnis mit 74:73 für die „Roten“. (Stand 18. Januar 2014)